# ГАЗ-53
ГАЗ-53 — советский среднетоннажный грузовой автомобиль, серийно выпускавшийся Горьковским автомобильным заводом с 1961 по 1993 год.
ГАЗ-53 представляет собой третье (после ГАЗ-АА/ММ и ГАЗ-51) поколение грузовиков ГАЗ. Выпускался серийно под индексами ГАЗ-53Ф (1961—1967), ГАЗ-53А (1965—1983) и ГАЗ-53-12 (1983—1993).
ГАЗ-53 с последующими модификациями — самый массовый грузовик на территории бывшего СССР. Общий выпуск составил свыше 4 млн автомобилей.
С 1964 по 1993 год выпускался ГАЗ-52 — гибридная модель, спроектированная с рядным шестицилиндровым двигателем грузовика ГАЗ-51 и с использованием узлов и деталей автомобиля с бо́льшей грузоподъёмностью ГАЗ-53.

## Описание семейства
В модельный ряд грузовых автомобилей ГАЗ третьего поколения входили, наряду с ГАЗ-53 грузоподъёмностью 3,0 (позже 3,5, 4,0 и 4,5 т), также ГАЗ-52 грузоподъёмностью 2,5 т и полуторатонный ГАЗ-56 (серийно не выпускался) и полноприводные автомобили ГАЗ-62 грузоподъёмностью 1,2 т и ГАЗ-66 грузоподъёмностью 2 т. Ранние автомобили ГАЗ-53Ф 1963 года выпуска имели грузоподъёмность 3,5 тонны, но с учётом результатов эксплуатации была снижена до 3,0 тонн. Модернизированная модель ГАЗ-53А (1965—1983) была 4-тонной, а модель ГАЗ-53-12 (1983—1993) — 4,5-тонной.
Двигатель ГАЗ-53 (ЗМЗ-53) был спроектирован на основе двигателя ГАЗ-13 (ЗМЗ-13), но имеет другой объём (4,2 против 5,5 л), другие габариты, массу и невзаимозаменяемые детали.
Автомобили ГАЗ-53 и ГАЗ-52 оснащались унифицированной кабиной. Щиток приборов автомобилей ГАЗ-53Ф не имел амперметра и указателя давления масла. Вместо них были сигнальные лампы. Кабины первых ГАЗ-53А были оборудованы часами. По облицовке радиатора было три основных типа:
- Общая идея дизайнерского решения первой серийной версии облицовки была созвучна с облицовкой ранних ЗИЛ-130: фары вверху, подфарники — внизу, а сама облицовка имела сложный (фигурновыпуклый) профиль. Этот тип соответствовал ГАЗ-52-03 и первым ГАЗ-53Ф.
- С 1975 года — подфарники вверху, над фарами. Профиль облицовки остался почти тем же[1]. Это ГАЗ-53 и ГАЗ-53А.
- С июня 1984 года появляется очередная, последняя версия облицовки, «грустная» (или полностью плоская) — отверстия решетки вытянулись по вертикали, подфарники сместились каждый ближе к своему краю. Эта модификация (обычно была с форсированным двигателем) ГАЗ-53-12.

А еще через год на всех новых машинах спереди стандартно были установлены комбинированные двухламповые, с неравными по размеру, оранжево-прозрачными рассеивателями, «подфарники» (указатель поворота/габарит) нового типа. Кроме того, внешние отличия ГАЗ-53 от ГАЗ-52 заключались и в колёсных дисках, так ГАЗ-52 и его модификации имели диски с шестью вентиляционными отверстиями и шинами размером 220—508 (7,50-20 дюймов), а на ГАЗ-53 устанавливались шины несколько бо́льшего размера — 240—508 (8,25-20 дюймов) и колёсные диски с тремя отверстиями, размещёнными под углом 120°. На поздних автомобилях ГАЗ-53Ф устанавливались колёсные диски с двумя отверстиями, размещёнными под углом 180°. Колёсные диски автомобилей ГАЗ-53Ф 1963 года выпуска имели бортовые и замочные кольца. В дальнейшем диски этих автомобилей стали комплектоваться одним кольцом. На автомобилях ГАЗ-53Ф 1964 года выпуска на бампере появился «фартучек».

## Создатели
Специалисты ГАЗ:
- Главный конструктор — А. Д. Просвирнин
- Ведущие конструкторы — Б. И. Шихов, В. Д. Запойнов
- Ведущий конструктор двигателя ЗМЗ-53 — П. Э. Сыркин.

## Технические характеристики ГАЗ-53
- Двигатель: ЗМЗ-53/53-11/511.10 Заволжского моторного завода, 115/120/125 л.с. 3200 об./мин.
- V8, 4-тактный, карбюраторный, 4254 см³. Диаметр цилиндра/Ход поршня: 92/80 мм
- Коробка передач: 4 вперед + 1 задняя
- Длина: 6395 мм,
- ширина: 2280 мм,
- высота: 2190 мм
- Колёсная база: 3700 мм,
- дорожный просвет: 265 мм
- Снаряженная масса: 3200 кг
- Грузоподъёмность: 4500 кг
- Размер шин: 240—508 мм
- Ёмкость топливного бака: 90 л
- Максимальная скорость с полной нагрузкой по шоссе: 90 км/ч[2]
- Контрольный расход топлива при скорости 40 км/ч: 24 л/100 км

## Модификации

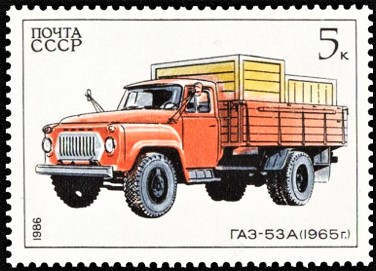
ГАЗ-53А

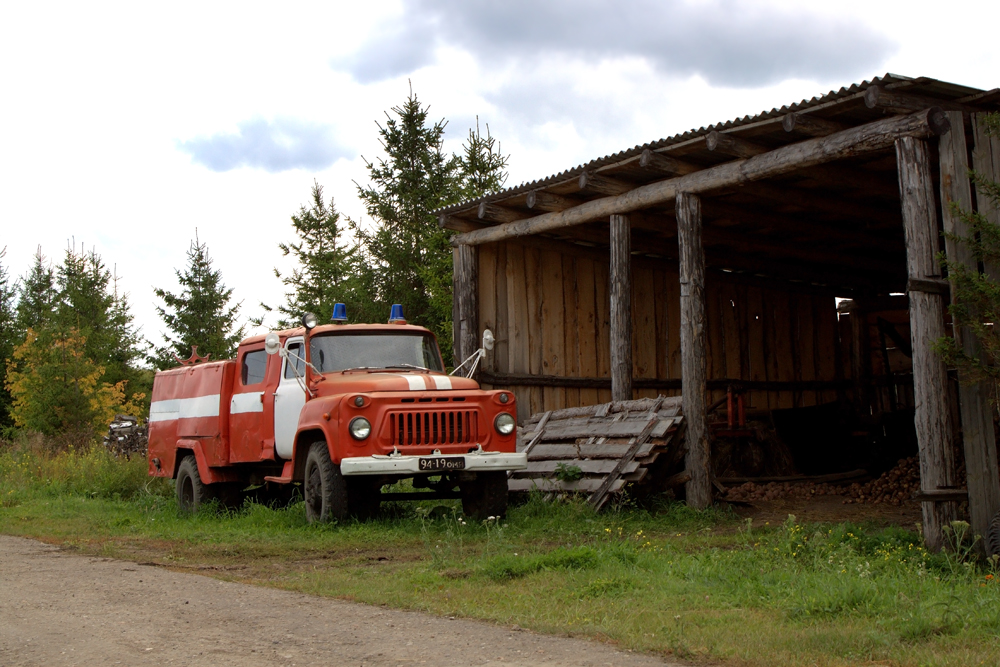
Пожарный автомобиль АЦ-30(53А)-106А на базе ГАЗ-53А

- ГАЗ-53Ф (с октября 1961 года, по январь 1967 года) — бортовой грузовик и шасси с форсированным двигателем ГАЗ-51 предыдущего поколения мощностью 82 л. с., задним мостом ГАЗ-51 с редуктором от ГАЗ-63 (i=7,6), грузоподъёмность 3,5/3,0 т, максимальная скорость до 75 км/ч;
- ГАЗ-53 (с июня 1964 года по 1965 год) — базовая модель грузовика с двигателем ЗМЗ-53, V8, мощностью 115 л. с., максимальная скорость до 85 км/ч;
- ГАЗ-53А (с июня 1965 года по 1983 год) — модернизированная версия бортового грузовика ГАЗ-53 грузоподъёмностью 4 т;
- ГАЗ-53Б — самосвал, серийное производство начато 3 октября 1966 года[3]
- ГАЗ-53Н (с 1966 года по 1983 год) — армейская модификация ГАЗ-53А с дополнительным топливным баком на 105 л, предпусковым подогревателем и комплектом дополнительного оснащения;
- ГАЗ-53-02 — шасси под самосвал ГАЗ-САЗ (САЗ-3503);
- ГАЗ-53-05 — бортовой грузовик для постоянной работы с 2-осным прицепом, серийно не выпускался;
- ГАЗ-53-40 (с 1971 года по 1984 год) — удлинённое шасси ГАЗ-53А с оперением, но без кабины для поставок Курганскому автобусному заводу для монтажа кузовов автобуса КАвЗ-685, в небольших количествах поставлялось и на СемАР для монтажа специальных кузовов;
- ГАЗ-53-50 — экспортная модификация ГАЗ-53А для стран с тропическим климатом;
- ГАЗ-53-70 — экспортная модификация ГАЗ-53А для стран с умеренным климатом;
- ГАЗ-53-12 (с 1983 года по январь 1993 года) — модернизированная базовая модель с двигателем ЗМЗ-53-11 мощностью 115 л. с. (с 1992 года ЗМЗ 511.10 мощностью 120 л.с), грузоподъёмность 3,5 т, максимальная скорость до 90 км/ч, коробка передач без синхронизаторов;
- ГАЗ-53-19 (с 1984 года по 1992 год) — модификация на сжиженном газе, мощность двигателя 105 л. с., максимальная скорость до 80 км/ч;
- ГАЗ-53-27 (с 1984 года по 1992 год) — модификация на сжатом природном газе, мощность двигателя 100 л. с., максимальная скорость до 80 км/ч.

## Машины на базе
- МПР-9924 (мастерская передвижная ремонтная) — передвижная ремонтная мастерская на шасси автомобиля ГАЗ-53 или ГАЗ 52-01.
- ТШН-2,5А - транспортировщик штабеля тюков сена и соломы на базе самосвала ГАЗ-53Б (серийное производство для сельского хозяйства СССР начато в 1977 году)[4].

## Экспорт
Грузовые автомобили семейства ГАЗ-52/53 до 1993 года экспортировались в:

| - Польшу - Чехословакию - ГДР - Румынию - Венгрию - Югославию - Финляндию | - Кубу - Монголию - Вьетнам - Лаос - КНДР - Болгарию |

В 1967—1991 годах грузовики ГАЗ-53А и ГАЗ-53-12 собирал из советских сборочных комплектов Шуменский завод грузовых автомобилей (Болгария). При этом, с начала 1970-х годов машины оснащали 80-сильным дизелем производства Варненского моторостроительного завода.

## В игровой и сувенирной индустрии
- Модель автомобиля ГАЗ-53-12 в различных модификациях выпускается краснодарским объединением «Компаньон».
- Грузовик присутствует в играх: Серия S.T.A.L.K.E.R. (модификации: молоковоз АЦПТ-3,3(53-12), цистерна АЦ-4,2(53А) для ГСМ, бортовой, кузов ММЗ (в реальности на ГАЗ-53 не устанавлвался))[7], Half-Life 2 и эпизоды (мусоровоз), Motor Depot (молоковоз, ассенизация, мусоровоз, сеновоз, автокран) .
- 11 октября 2014 года в рамках журнала «Автомобиль на службе» за номером 77 появилась модель автоцистерны «Живая рыба» АЦПТ-2,8 (53) на шасси ГАЗ-53-12.
- Так же выпускался производителем НАП и в различных журнальных сериях китайского производства.